# Goliath
Goliath là tên một dũng sĩ của dân tộc Philistines trong thời kì chiến tranh dai dẳng giữa người Israel và người Philistines trên vùng đất theo Kinh Thánh là Đất Hứa vào khoảng thế kỉ X trước Công nguyên. Vua của người Israel là Saun đang yếu thế trước người Philistines, nhất là khi người Philistines có Goliath. Goliath có thân hình to lớn và một sức mạnh phi thường. Chưa từng có ai xứng đáng làm kẻ địch của Goliath.
Trận chiến quyết định rồi cũng đến. David là một tráng sĩ trẻ tuổi của người Israel và đã xung phong đánh nhau với Goliath. Khi quân đội hai bên giàn trận, David nhỏ bé đối diện với người khổng lồ Goliath. Goliath khinh thường và nhào đến để đè nát Đavid và băm Đavid ra như bao trận giao chiến khác bằng thanh kiếm khổng lồ. David đối đầu với Goliath bằng một cung nạng và một hòn sỏi nhọn. Chờ cho Goliath lao tới, David bắn hòn sỏi vào ngay đỉnh đầu Goliath. Goliath chết và bị David chặt đầu bởi chính thanh gươm của Goliath. 
Người Philistines thua trận thê thảm và bị tàn sát dã man.

## Kinh Thánh

### Câu chuyện Gô-li-át trong 1 Sa-mu-ên 17

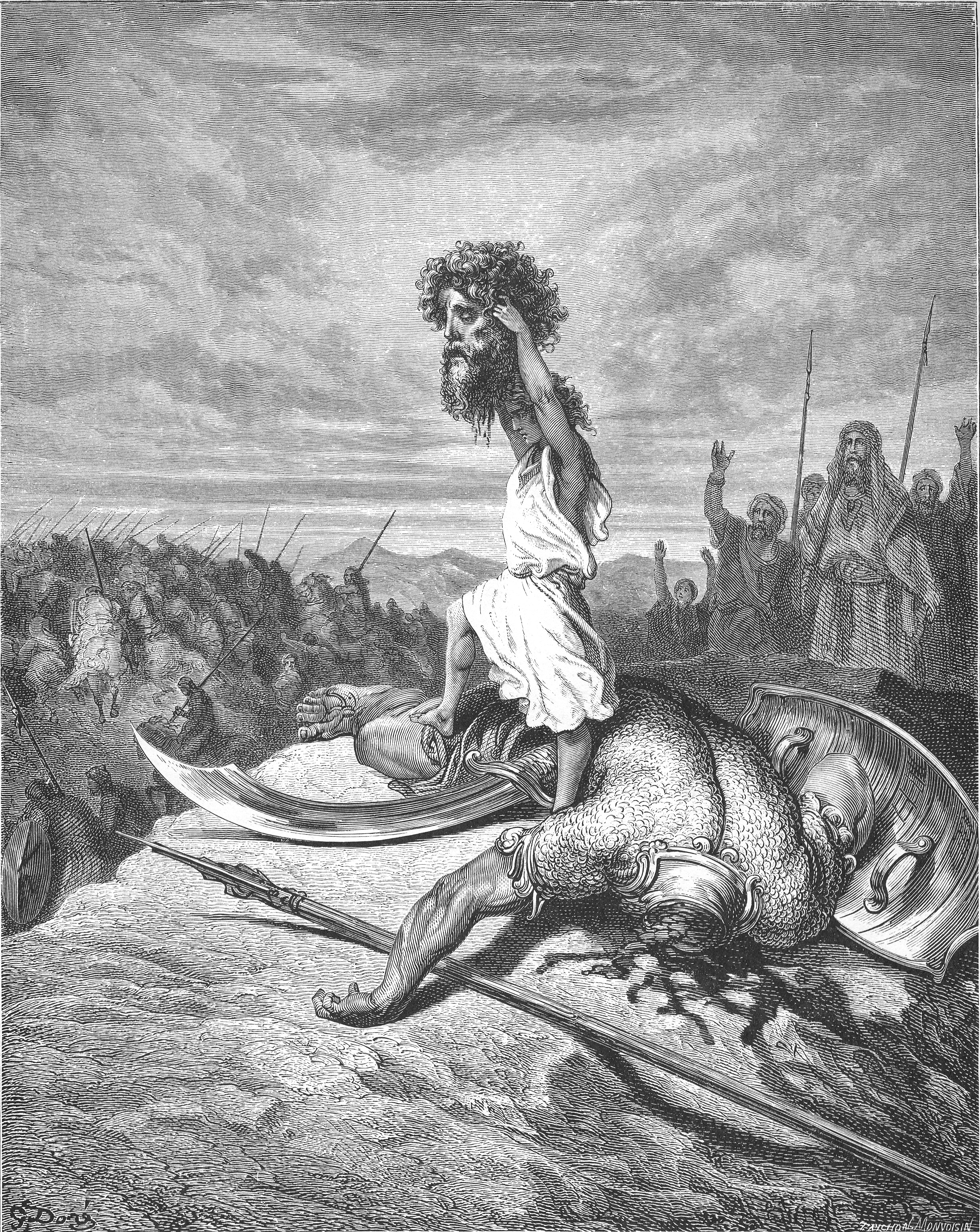
David nâng cái đầu bị chặt đứt của Goliath như được minh họa bởi Gustave Doré (1866).

Sau-lơ và Người Y-sơ-ra-ên đang đối mặt với Người Phi-li-tin trong Thung lũng Elah.  Hai lần một ngày trong 40 ngày, sáng và tối, Goliath, nhà vô địch của người Philistines, xuất hiện giữa chiến tuyến và thách thức dân Y-sơ-ra-ên cử một nhà vô địch của riêng họ để quyết định kết quả trong chiến đấu đơn lẻ, nhưng Saul sợ hãi.  David chấp nhận thử thách.  Sau-lơ miễn cưỡng đồng ý và đưa ra áo giáp của mình, nhưng David từ chối, chỉ lấy quyền trượng, dây treo và năm viên đá từ một con suối.
Đa-vít và Gô-li-át đối đầu với nhau, Gô-li-át với áo giáp và lao, Đa-vít với cây trượng và cái ná.  "Người Phi-li-tin dùng các thần của hắn nguyền rủa Đa-vít", nhưng Đa-vít trả lời: "Hôm nay Đức Giê-hô-va sẽ phó ngươi vào tay ta, ta sẽ đánh bại ngươi, và ta sẽ trao xác chết của đạo quân Phi-li-tin hôm nay cho  chim trời và dã thú trên đất; để cả thế gian biết rằng có một vị thần ở Ít-ra-en và toàn thể cộng đồng này biết rằng Thiên Chúa không giải cứu bằng gươm và giáo; vì trận chiến là của Thiên Chúa, và Người  sẽ trao ngươi vào tay chúng ta."
David ném một hòn đá từ chiếc ná của mình và trúng vào giữa trán Goliath, Goliath ngã sấp mặt xuống đất, và David chặt đầu hắn.  Người Philistine bỏ chạy và bị dân Y-sơ-ra-ên truy đuổi "đến tận Gath và các cổng của Ekron".  Đa-vít đặt áo giáp của Gô-li-át trong lều của mình và đưa đầu đến Giê-ru-sa-lem, và Sau-lơ sai Áp-ne mang cậu bé đến cho ông ta.  Nhà vua hỏi anh ta là con trai của ai, và David trả lời, "Tôi là con trai của người hầu của ngài Jesse người Bethlehemite."

### Thành phần của Sách Samuel
Sách của Sa-mu-ên, cùng với các sách Giô-suê, Các Quan Xét và Các Vua, tạo thành một lịch sử thống nhất của  Israel mà các học giả Kinh thánh gọi là Deuteronomistic History.  Ấn bản đầu tiên của lịch sử có lẽ được viết tại triều đình của Vua Giu-đa Josiah (cuối thế kỷ thứ 7 TCN) và ấn bản thứ hai được sửa đổi trong thời kỳ lưu đày (thế kỷ thứ 6 TCN), với những sửa đổi bổ sung trong thời kỳ hậu lưu đày.   Có thể thấy dấu vết của điều này trong các mâu thuẫn trong câu chuyện về Goliath, chẳng hạn như  giữa 1 Sa-mu-ên 17:54, nói rằng Đa-vít đã mang đầu của Gô-li-át đến Giê-ru-sa-lem, mặc dù theo 2 Sa-mu-ên 5 Giê-ru-sa-lem vào thời điểm đó vẫn là một thành trì của người Giê-bu-sít và không bị chiếm cho đến khi Đa-vít trở thành vua.

### Kết cấu truyện kể Gô-li-át
Câu chuyện Gô-li-át được tạo thành từ bản tường thuật cơ sở với nhiều phần bổ sung có lẽ được thực hiện sau thời kỳ lưu đày:
Truyện gốc
- Dân Y-sơ-ra-ên và dân Phi-li-tin đối đầu nhau;  Goliath thực hiện thử thách chiến đấu đơn lẻ của mình;
- Đa-vít xung phong đánh Gô-li-át;
- David chọn năm viên đá nhẵn từ lòng lạch để sử dụng sling của mình;
- Đa-vít đánh bại Gô-li-át, quân Phi-li-tin tháo chạy khỏi chiến trường.

Bổ sung
- Đavít được vua cha sai mang lương thực đến cho các anh, nghe lời thách thức, ông tỏ ý muốn nhận lời;
- Chi tiết về tài khoản của trận chiến;
- Sau-lơ hỏi Đa-vít là ai, và ông được giới thiệu với vua qua Áp-ne.  [5][a]